# 索爾特克里克鎮區 (愛荷華州泰馬縣)
索爾特克里克鎮區（英語：Salt Creek Township）是位於美國愛荷華州泰馬縣的一個行政鎮區。

## 地方資料
根據2010年美國人口普查的數據，索爾特克里克鎮區的面積為94.20平方千米，當中陸地面積為94.07平方千米，而水域面積為0.13平方千米。當地共有人口533人，而人口密度為每平方千米5.66人。